# 小行星26307
小行星26307（26307 Friedafein）是一颗绕太阳运转的小行星，为主小行星带小行星。该小行星于1998年9月发现。

## 轨道参数
小行星26307的轨道半长轴为343 412 784 km（2.2955400 UA），离心率为0.182。